# Beata Lluïsa de Savoia
|  | Per a altres significats, vegeu «Lluïsa de Savoia». |

Ludovica o Lluïsa de Savoia (Bourg-en-Bresse, Savoia, 28 de juliol de 1462 - Orbe, Vaud, Suïssa, 24 de juliol de 1503) va ésser una princesa de Savoia, que en enviduar va fer-se clarissa. És venerada com a beata per l'Església catòlica.

## Biografia
Ludovica era filla d'Amadeu IX de Savoia (1435-1472) i de Violant de Valois (1434-1478). Amb la seva germana Maria i la seva mare, va ésser presonera al castell de Rouvres (Dijon), per ordre de Carles I de Borgonya el Temerari. Hi conegué el seu guia espiritual, Jean Perrin.
Per intervenció del seu oncle Lluís XI de França, van ésser alliberades, però el duc de Borgonya feu empresonar llavors el promès de Ludovica, Hug de Châlon. Quan aquest fou alliberat, es casaren el 24 d'agost de 1479 i visqueren al castell de Nozeroy. El matrimoni va ésser feliç, malgrat que Hug era catorze anys major que Lluïsa; tots dos eren molt religiosos i devots, fent nombroses obres de caritat a la regió.
El 1490 morí Hug i Lluïsa, aconsellada pel pare Perrin, es retirà al monestir de clarisses coletines d'Orbe, al Vaud (Suïssa) el 1492. Hi visqué austerament, i escriví algunes meditacions i un breu tractat sobre el respecte a la regla monàstica, obres, però, perdudes. Va morir en llaor de santedat als quaranta anys.

## Veneració
Caterina de Saulx, companya que la seguí al monestir, n'escrigué una vida. Va ésser sebollida al cementiri del monestir; el 1531, les restes es traslladaren al convent franciscà de Nozeroy. El 1838 van ésser retrobades en unes excavacions encarregades per Carles Albert de Savoia, que les va fer traslladar a la capella del Palau Reial de Torí, on són avui dia.
Gregori XVI la va proclamar beata el 1839, fixant-ne la festivitat el 24 de juliol.